# Corbin City
Corbin City város az USA New Jersey államában, Atlantic megyében. Lakosainak száma 471 fő (2020. április 1.).

## Népesség
A település népességének változása:

| 2010 | 492 |
| 2020 | 471 |